# Saison 2025-2026 des Mavericks de Dallas
La saison 2025-2026 des Mavericks de Dallas est la 46e saison de la franchise en National Basketball Association (NBA).

## Draft
| Tour | Choix | Joueur       | Poste | Nationalité | Provenance          |
| ---- | ----- | ------------ | ----- | ----------- | ------------------- |
| 1    | 1     | Cooper Flagg | PF    | États-Unis  | Blue Devils de Duke |

## Matchs

### Summer League
| Summer League Total: 2-3 |

| Match | Date match | Équipe       | Score   | Meilleur marqueur  | Meilleur rebondeur | Meilleur passeur  | Lieux Spectateurs      | Série |
| ----- | ---------- | ------------ | ------- | ------------------ | ------------------ | ----------------- | ---------------------- | ----- |
| 1     | 10 juillet | L.A. Lakers  | V 87-85 | Ryan Nembhard (21) | Flagg, Sharp (6)   | Ryan Nembhard (5) | Thomas & Mack Center 0 | 1 - 0 |
| 2     | 12 juillet | San Antonio  | D 69-76 | Cooper Flagg (31)  | Moussa Cissé (5)   | Ryan Nembhard (7) | Thomas & Mack Center 0 | 1 - 1 |
| 3     | 14 juillet | Charlotte    | D 69-87 | Ryan Nembhard (11) | Matt Cross (9)     | Ryan Nembhard (8) | Thomas & Mack Center 0 | 1 - 2 |
| 4     | 16 juillet | Philadelphie | D 82-90 | Maxwell Lewis (23) | Matt Cross (9)     | Jordan Hall (9)   | Thomas & Mack Center 0 | 1 - 3 |
| 5     | 18 juillet | Orlando      | V 92-69 | Maxwell Lewis (18) | Aliou Diarra (11)  | Zhuric Phelps (6) | Thomas & Mack Center 0 | 2 - 3 |

### Pré-saison
| Pré-saison Total: 0-0 (Domicile : 0-0; Extérieur : 0-0) |

### Saison régulière
| Saison régulière Total: 0-0 (Domicile : 0-0; Extérieur : 0-0) |